# Dev-C++
Dev-C++ est un environnement de développement intégré (IDE) permettant de programmer en C et en C++ pour les systèmes d'exploitation Windows.
Il a été créé et développé par Colin Laplace et sa première version rendue publique en 1998. Longtemps à l'abandon, le projet a été repris par un autre développeur en 2011 et est régulièrement mis à jour.
Il utilise la version MinGW du compilateur GCC (GNU Compiler Collection) (venu du monde du logiciel libre) et permet d'exporter ses projets sous fichiers .dev. Dev-C++ peut aussi être utilisé en combinaison avec Cygwin ou tout autre compilateur basé sur GCC.
Cet IDE complet comprend entre autres un « répertoire de classes », servant à localiser facilement les fonctions, classes et membres du code source, un « répertoire de fonctions incluses », fonctionnant comme le répertoire de classes mais pour chercher dans les fichiers inclus (header), et un débogueur qui permet de surveiller l'état des variables pendant l'exécution du programme. Il souffre en revanche de l'absence d'un éditeur de ressources, ce qui rend la conception d'applications délicate si on ne fait pas appel à un outil externe.